# Horizontal (Calder)
Horizontal est une œuvre de l'artiste américain Alexander Calder.

## Description
Selon la description de Calder, Horizontal est un « stabile-mobile », composée d'une partie fixe supportant une partie mobile. La partie fixe est un pied en métal noir composé de quatre parties triangulaires se rejoignant à leur sommet. Elles supportent la partie mobile, une flèche horizontale sur laquelle sont suspendus cinq pétales de métal peint : deux d'un côté (noir et rouge) et trois de l'autre (jaune, bleu et rouge). Ces pétales équilibrent la flèche, laquelle a la possibilité de tourner sur son axe.

## Localisation
L'œuvre est installée sur la place Georges-Pompidou, devant le centre Pompidou dans le 4e arrondissement de Paris.

## Historique
Horizontal est une création de 1974, l'une des dernières de Calder avant sa mort en 1976. L'œuvre fait ensuite l'objet d'une dation et rejoint les collections nationales françaises.
En 1983, Horizontal est exposée au centre Pompidou dans le cadre de l'exposition « Œuvres monumentales de la collection du musée national d'Art moderne ». En 1992, elle est placée sur le parvis de la Défense pour l'exposition « Les Monuments de Calder ». Elle n'est ensuite plus montrée au public pendant près de 20 ans.
Le 28 juin 2011, l'œuvre est placée sur l'esplanade devant le centre Pompidou, à l'emplacement anciennement occupé par le Pot doré de Jean-Pierre Raynaud, enlevé en 2009. Cette installation est prévue pour plusieurs années.